# Смольников, Алексей Васильевич
Смольников Алексей Васильевич (27 февраля 1898 — 1974) — генерал-майор медицинской службы, военно-морской врач, доцент, кандидат медицинских наук (1939 г.), участник Великой Отечественной войны, защитник Ленинграда.

## Биография
Смольников родился 27 февраля 1898 года в деревне Старый Шарап Ордынского района Новосибирской области. В возрасте 18 лет прошел обучение в школе прапорщиков. И в 1919 году поступил на службу в Красную Армию.
В 1925 году он получил образование в Военно-медицинской академии, был принят ординатором в Ленинградский морской госпиталь. Спустя год стал главным врачом на учебном корабле «Комсомолец». Еще через 2 года был назначен врачом полярных экспедиций, а затем главврачом отряда эскадренных эсминцев на Балтийском флоте.
С 1931 по 1932 год Смольников занимал пост главного врача Управления безопасности судовождения в акватории Арктики. Пройдя курс перепрофилирования на базе Военно-медицинской академии, занял должность врача Экспедиции специального назначения, которая отвечала за дислокацию крейсеров по Беломорско-Балтийскому каналу от Балтики на Север.
С 1933 года в течение 3-х лет занимал должность начальника санитарного подразделения Северного флота. После чего в 1936 году был переведен на позицию начальника 1-го Ленинградского военно-морского госпиталя. На протяжении года с 1938-го замещал начальника, а затем возглавил Санитарное управление Военно-морского флота. С 1939 по 1942 год служил в 1-м Ленинградском медицинском институте, где возглавлял кафедру токсикологии. С 1943 года стал главой медико-санитарной части Балтийского флота.
Был отправлен в отставку в 1959 году. На протяжении долгих лет являлся членом Военно-научного общества Военно-медицинского музея при Министерстве обороны СССР. За время своей научной деятельности Смольников написал более 30 научных работ.
В 1974 году скончался в Ленинграде.

## Награды
- Орден Красной Звезды[3] 04.11.1942
- Медаль «За оборону Ленинграда» 22.12.1942
- Орден Отечественной войны I степени[4] 26.12.1943
- Орден Красного Знамени 03.11.1944
- Орден Ленина 21.02.1945
- Медаль «За победу над Германией в Великой Отечественной войне 1941—1945 гг.» 09.05.1945